# Мирослав Јосић Вишњић
Мирослав Јосић Вишњић (Стапар код Сомбора, 15. децембар 1946 — Београд, 8. септембар 2015) био је српски књижевник.
Легат Мирослава Јосића Вишњића део је Градске библиотеке "Карло Бијелицки" у Сомбору а део заоставштине Јосић Вишњића налази се у Удружењу за културу, уметност и међународну сарадњу „Адлигат”.

## Биографија
У родном месту завршио је основну школу, а Учитељску школу (Препарандију) у Сомбору. На Филолошком факултету у Београду апсолвирао је на Катедри за општу књижевност и теорију књижевности (тзв. Светска књижевност). Дуго је хонорарно радио као лектор, коректор и технички уредник у разним издавачким кућама, листовима и часописима. Био је секретар листа „Студент“, уредник часописа "Relations". Био је запослен у Српској књижевној задрузи. Покренуо је библиотеку „Нови Албатрос“. Први је почео приватно издавање књига (после С. Машића) у „Књижевној фабрици МЈВ и деца“. Био је председник ПАНУ.
Његови радови превођени су на више језика: пољски, француски, енглески, немачки, мађарски, холандски, италијански, чешки, словачки, бугарски и македонски језик. Две његове књиге објављене су на пољском, две на енглеском и једна на француском језику.
О његовом раду објављено је неколико стотина критичких радова (преко 3.000 страница), више тематских целина у часописима, стотине новинских чланака, а треба поменути: Докторску тезу Марка Недића, Проза и поетика М. Јосића Вишњића (2008), Књига Снежане Брајовић, Стварносне игре (2012), Магистарски рад Соње Капетанов, Лирски годови (Ране приповетке МЈВ) (2010), као и пет зборника Проза МЈВ (1979), Алфа и омега (1986), Тридесет година, пола века (1996), Венац критичких радова (2006) и Златни век Мирослава Јосића Вишњића (2006).
Књижевник Михајло Пантић га је сматрао за једног од најбољих стилиста српске прозе од 1968. до данас. Пантић наводи да је Јосић Вишњић био на трагу Веља Петровића и Милоша Црњанског, са сетним, поетизованим равничарским духом приповедања.
Лично је био против људских и књижевних конвенција и вечито у отпору према устаљеном систему.
Путовао је по свету најчешће о свом трошку у Пољску, Француску, Канаду, Мађарску, Шведску, Холандију, Чешку, Румунију, Италију, Немачку, Грчку, Кину.
Био је ожењен Мирјаном, има троје деце (Јелена, Мирослав и Павле) и шест унука.

## Награде
Добитник је великог броја књижевних награда међу којима су:
- Награда „Исидора Секулић”, за књигу Лепа Јелена, 1969.
- Награда листа „Младост”, за роман Чешка школа, 1972.
- НИН-ова, за књигу Одбрана и пропаст Бодрога у седам бурних годишњих доба, 1990.[3]
- Борбина награда, , за роман Приступ у кап и семе, 1992.
- Награда „Борисав Станковић”, за роман Приступ у кап и семе, 1993.
- Награда „Станислав Винавер”, за роман Приступ у кап и семе, 1993.
- Андрићева награда, за књигу Нови годови, 1998.[3]
- Награда „Златни крст кнеза Лазара”, 2003.
- Награда „Тодор Манојловић”, 2004.
- Награда „Рачанска повеља”, 2006.
- Награда „Вељкова голубица”, 2007.
- Награда „Јован Скерлић”, за роман Стабло Маријино, 2010.
- Награда „Светозар Ћоровић”, за књигу приповедака Ђурђевдан и други датуми, 2015.
- Октобарска награда (Београда и Сомбора)
- Награда „Љубиша Јоцић”

## Дела
Његове приповетке штампане су у тридесетак антологија и избора у земљи и иностранству.
'Изабрана дела објављена су 1995. у седам књига, а у трећем миленијуму објављена су му Дела у пет књига. Све његове приче штампане су у једном тому (880 страна) под насловом Сабране приповетке (2007)
- Лепа Јелена, књига приповедака, (1969, 1980, 1995, 2007)
- Дванаест годова, књига приповедака, (1977, 1995, 2007)
- Квартет, књига приповедака, (1994, 1995, 2007)
- Нови годови, књига приповедака, (1998, 2007)
- О дуду и гробу, књига приповедака, (2005, 2007)
- Приче из трапа, књига приповедака, (2006, 2007)
- Ђурђевдан и други датуми, књига приповедака, 2015)
- Роман о смрти Галерије, новела, (1970, 1974, 1975, 1995)
- Чешка школа, роман, (1971, 1980, 1994, 1995)
- Приступ у светлост, роман, (1975, 1980, 1983, 1993, 1995, 2002)
- Одбрана и пропаст Бодрога у седам бурних годишњих доба, роман, (1990, 1991, 1995, 1997, 2002)
- Приступ у кап и семе, роман, (1992, 1995, 1998, 2002)
- Световно тројство, роман, (1996, 2002)
- Приступ у починак, роман, (1999, 2002)
- Роман без романа, роман, (2004)
- Док нас смрт не растави, роман, (2004)
- Стабло Маријино, роман, (2008)
- Барон из шарага, роман, (2013)
- ТБЦ (2002)
- Моје бурне године (1993, 1995, 2005)
- Ђердан од дивана (2005)
- Осим света, песме за децу, (1978)
- У другом кругу, књига текстова, (1995)
- Писма српским писцима, књига текстова, (2007)
- Маргина, књига текстова, (2010)
- Милош, Црњански, књига текстова, (2013)
- Док срце куца, књига текстова, (2015)
- Ратна пошта, преписка из времена бомбардовања (2002; друго издање 2009, са коментарима)
- Спомен-број листа „Голуб“, избор за репринт, (1977)
- Речима по платну света, књига о сликару Петру Коњовићу (1978, 1998)
- Оптужујем, књига о рушењу 713 гробова у родном селу, (2009, са 100 фотографија)
- Писац против Агенције, полемичка књига (1997)
- Суданија, полемичка књига (2002)
- Азбучник придева у српској прози 20. века, избор из српске књижевности (1991, 1995, 2007)
- Антологију српских приповедача 19. и 20. века, избор из српске књижевности (1999) и друго.
- ЗАВЕШТАЊЕ, песме + БИБЛИОГРАФИЈА МЈВ (октобар 2010)
- CD дела МЈВ у 50 нумерисаних примерака (2013)
- Приповетке, романи, песме, записи, преводи, тв-филм Погледај ме, невернице, радио драме, тумачења, албум и архива
- Најлепше приповетке М. Јосића Вишњића, у избору и са предговором Милосава Тешића (2002)
- Чешаљ, монодрама

Радио Београд емитовао је његове драме
- Служба оца Радослава (1971, режија Дарко Татић) и
- Одбрана и пропаст Бодрога (1991, режија Бода Марковић)

Телевизија Београд више пута приказала је његов ТВ филм
- Погледај ме, невернице (1974, режија Срђан Карановић)

## Галерија
- Фотографија Мирослава Јосића Вишњића и Милоша Црњанског
- Јосић Вишњић током рада
- Фотографија писаца у личној библиотеци
- Фотографија писца из 2003.
- Фотографија писца испред радног стола
- Књиге Јосић Вишњића
- Лични предмети писца, део колекције Адлигата
- Визиткарта Јосић Вишњића